# Gabriele Bethlen
Gabriele Bethlen (di Iktár) (ungherese: Bethlen Gábor, tedesco: Gabriel Bethlen von Iktár, slovacco: Gabriel Bethlen; Ilia, 15 novembre 1580 – Alba Iulia, 15 novembre 1629) è stato un nobile e generale ungherese.
Fu principe di Transilvania (1613-1629), duca di Opole (1622-1625) e capo dell'insurrezione anti-asburgica nell'Ungheria Reale. I suoi interventi anti-austriaci, dettati da una convinta politica filo-protestante, si inserirono nel più ampio contesto della guerra dei trent'anni.

## Gioventù e ascesa al potere
Gabriele Bethlen nacque a Marosillye, oggi Ilia, in Transilvania, e fu educato a Szárhegy (odierna Lăzarea) nel castello di suo zio András Lázár. In seguito fu inviato alla corte del Principe di Transilvania Sigismondo Báthory, che accompagnò nella sua campagna in Valacchia. Successivamente aiutò István Bocskai ad ottenere il titolo di Principe di Transilvania nel 1605 e offrì i suoi servizi anche al successore Gabriel Báthory (1608-1613), che però divenne sospettoso delle abilità dimostrate da Bethlen, costringendolo a trovare rifugio nell'Impero ottomano.
Nel 1613 Bethlen guidò una consistente armata conto il principe Báthory, che però fu assassinato lo stesso anno da due dei suoi ufficiali; gli Ottomani lo posero sul trono, in contrasto con i desideri degli Asburgo, che avrebbero preferito un principe maggiormente orientato verso la politica austriaca. Il 13 ottobre 1613, la Dieta di Transilvania, presso Kolozsvár, confermò la scelta del Sultano Ahmed I. Nel 1615 anche l'Imperatore Mattia lo riconobbe come principe di Transilvania, in cambio della promessa segreta da parte di Bethlen di un aiuto militare contro gli Ottomani.

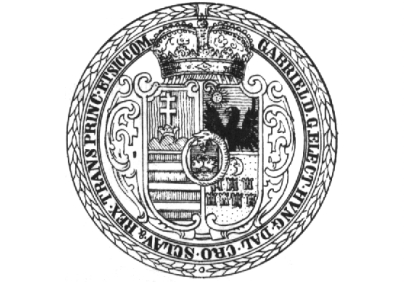
Il sigillo di Gabriele Bethlen

Nel suo dominio Bethlen, evitando le crudeltà e gli eccessi di cui molti dei suoi predecessori si erano macchiati, stabilì una forma singolare di assolutismo che ebbe diversi tratti in comune con le future forme di dispotismo illuminato del XVIII secolo: egli sviluppò l'estrazione mineraria e le industrie, nazionalizzando molti settori del commercio estero della Transilvania tramite l'utilizzo di agenti che acquistavano grandi quantitativi di merci nel paese a prezzo fisso, per poi rivenderle all'estero con grande profitto. Costruì inoltre un nuovo sontuoso palazzo nella sua capitale, Gyulafehérvár (odierna Alba Iulia), si circondò di una splendida corte e patrocinò le arti e la cultura (egli stesso compose alcuni inni), specialmente per quanto riguardava gli aspetti legati alla sua fede calvinista. Molte delle sue azioni di governo furono infatti dettate dalla volontà di favorire la diffusione del protestantesimo e della cultura protestante: fondò un'accademia alla quale invitò ogni pastore o insegnante ungherese che volesse recarvisi, e inviò studenti alle università protestanti in Inghilterra, Paesi Bassi e nei principati protestanti dell'Impero; conferì titoli nobiliari ereditari a tutti i pastori protestanti, e proibì ai nobili di impedire la scolarizzazione dei loro servi. Nello stesso tempo scelse come propri consiglieri un cattolico e un sabbathariano per "essere sicuro di non cadere in eccessi religiosi"
Nella sua azione politica non trascurò gli aspetti militari, che sarebbero serviti per condurre una aggressiva ed ambiziosa politica estera; a questo scopo istituì un efficiente esercito di mercenari, che, grazie ad accordi di pace stipulati con gli Ottomani, poté dirigere verso i domini asburgici a nord e ad est del suo territorio. Molte erano le ragioni della sua rivalità con Vienna: dal 1618, con lo scoppio della Guerra dei trent'anni, gli Asburgo cominciarono a seguire nei loro domini ereditari, tra cui anche l'Ungheria Reale, una politica di centralizzazione ed intrapresero una dura lotta per l'eliminazione del protestantesimo; questi due fattori, uniti all'ambizione personale e al fatto che l'Imperatore aveva sconfessato l'accordo segreto del 1615, prolungando la pace con gli Ottomani, fecero decidere Bethlen per l'intervento armato.

## Intervento nella Guerra dei trent'anni
Mentre il nuovo Imperatore, Ferdinando II, era impegnato nella repressione della rivolta boema scoppiata nel 1618 (vedi la fase boema della Guerra dei trent'anni), Bethlen condusse le sue forze in Ungheria Reale, nell'agosto del 1619, ed il mese successivo occupò la città di Košice, dove i suoi sostenitori protestanti lo proclamarono "capo" d'Ungheria e protettore dei protestanti. Rapidamente egli occupò anche la totalità dell'odierna Slovacchia, occupando in ottobre anche la capitale stessa dell'Ungheria Reale, Presburgo (oggi Bratislava), dove ricevette la Corona di Santo Stefano.
Le truppe di Bethlen si unirono a quelle boeme e morave del conte Thurn, ma un tentativo di conquistare Vienna fallì nel mese di novembre; egli fu costretto ad abbandonare l'Austria dopo essere stato attaccato dal comandante responsabile dell'alta Ungheria, Giorgio Druget, al comando di un corpo di mercenari polacchi (lisowczycy). Dopo avere conquistato gran parte dell'Ungheria Reale, Bethlen era favorevole ad una pace, o almeno ad un armistizio, e i negoziati furono aperti presso Presburgo, Košice e Banská Bystrica; inizialmente l'insistenza di Bethlen di includere anche i ribelli boemi negli accordi di pace sembrò far naufragare gli incontri, ma alla fine, nel gennaio del 1620 fu conclusa una tregua in virtù della quale a Bethlen spettavano 13 contee dell'Ungheria Reale. Il 20 agosto 1620 fu eletto Re d'Ungheria dalla Dieta riunita a Banská Bystrica con il consenso degli Ottomani, ma egli rifiutò il titolo per riconciliarsi con gli Asburgo. Nonostante questi tentativi di pace, tuttavia, la guerra riprese nel mese di settembre.

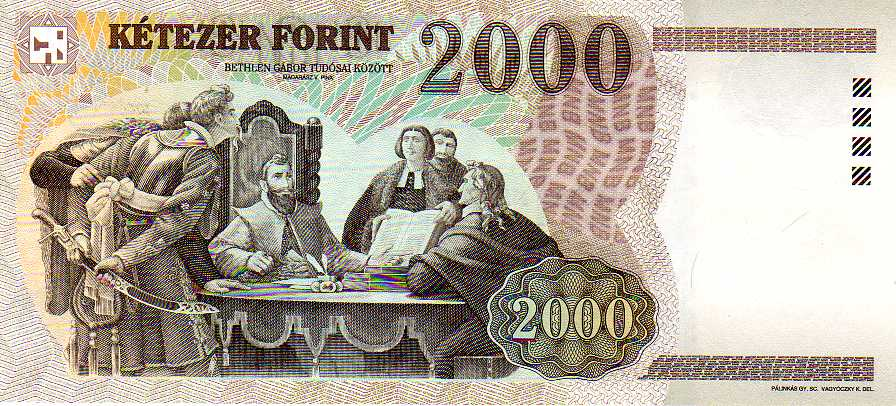
Il retro della banconota corrente da 2000 Fiorini Ungheresi: Gabriele Bethlen in compagnia di studiosi transilvani

La situazione di Bethlen era notevolmente peggiorata dalla firma della tregua: le forze ribelli boeme erano state definitivamente sconfitte nella battaglia della Montagna Bianca, l'8 novembre 1620, e Ferdinando II procedette alla cattolicizzazione della Boemia e alla rioccupazione dell'Ungheria Reale, completata nel giugno del 1621. Bethlen, privo del supporto dei nobili protestanti che non avevano ricevuto le terre cattoliche confiscate e privo dell'appoggio Ottomano, fu costretto a firmare la pace di Nikolsburg, il 31 dicembre 1621. Secondo il trattato, Bethlen rinunciava definitivamente al titolo reale, in cambio della conferma da parte di Ferdinando della Pace di Vienna del 1606, che stabiliva piena libertà di culto ai protestanti ungheresi; in aggiunta, egli si vedeva concesso il titolo formale di "Principe Imperiale di Transilvania", nonché sette contee lungo l'alto corso del fiume Tibisco, le fortezze di Tokaj, Mukacheve ed Ecsed ed un ducato in Slesia.
In seguito Bethlen, per altre due volte (1623-1624 e 1626), lanciò campagne offensive contro i domini asburgici, questa volta come alleato delle potenze protestanti in guerra con l'Impero (vedi la fase danese della Guerra dei trent'anni). Il primo conflitto fu concluso dalla Pace di Vienna del 1624, il secondo dalla Pace di Presburgo del 1626; entrambe confermarono i termini di Nikolsburg.
Dopo queste due campagne Bethlen tentò di riconciliarsi con la corte di Vienna con una proposta di matrimonio di una arciduchessa d'Austria ed un'alleanza contro i turchi, ma Ferdinando respinse l'offerta, costringendo Bethlen ad accantonare i suoi progetti contro gli Ottomani. Al suo ritorno da Vienna sposò Caterina di Brandeburgo, figlia dell'Elettore di Brandeburgo, e si avvicinò sempre più alle potenze protestanti europee, inclusa la Svezia di Gustavo Adolfo, che poteva aiutarlo ad ottenere il trono polacco.
Prima di potere realizzare questo progetto, Bethlen morì, il 15 novembre 1629, dopo avere assicurato l'elezione a principessa di sua moglie Caterina. Egli rappresentò una delle più originali figure del suo secolo: nonostante la sua ardente fede calvinista, non tentò mai di limitare la libertà religiosa dei suoi sudditi, aiutando anzi il gesuita Kaldy nella traduzione e pubblicazione di una versione delle Sacre Scritture.

## Riconoscimenti
Considerato un eroe nazionale ungherese una sua statua è stata posta nel colonnato della Piazza degli Eroi in Budapest.
Nel giorno della sua morte, il 15 novembre, di ogni anni si celebra la giornata della diaspora ungherese (in ungherese Magyar Szórvány Napja).